# Panjabe

Área de língua panjabi, na Índia e no Paquistão

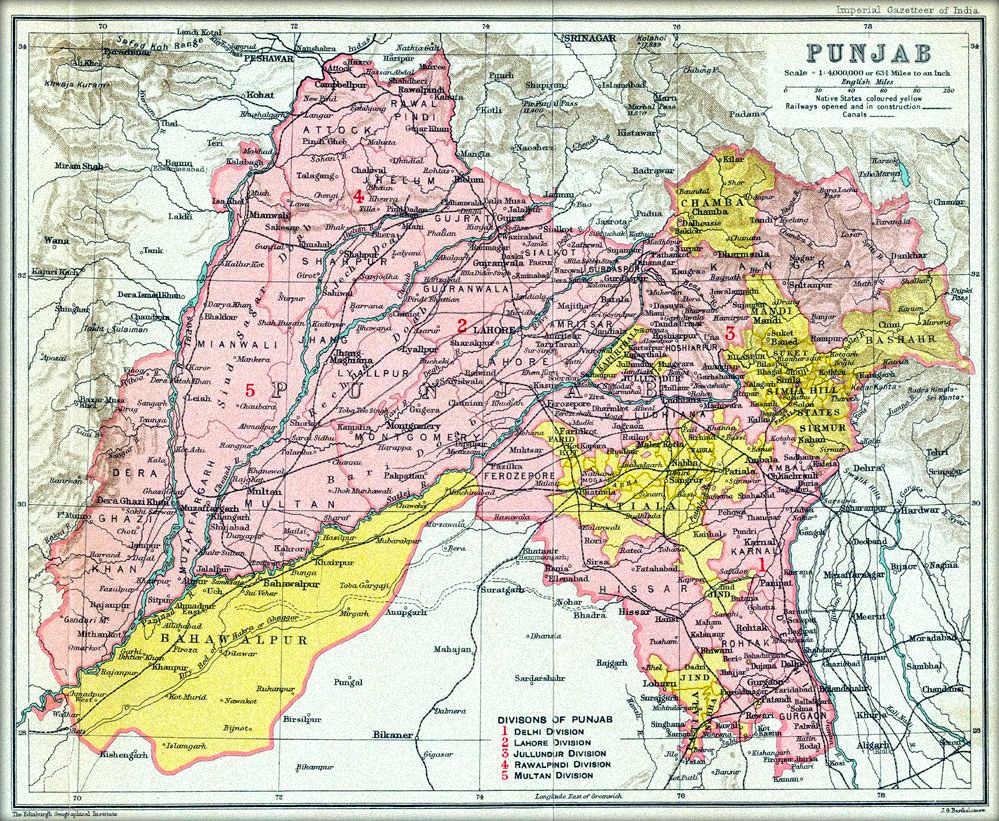
Mapa da província de Panjabe em 1909, com estados principescos indianos em amarelo.

Panjabe, Punjab, Punjabe, Panjaba, Penjabe, Panjab Pendjab (panjabi: ਪੰਜਾਬ; híndi: पंजाब; urdu: پنجاب; persa: پنجاب, que significa "Terra dos Cinco Rios") é uma região do subcontinente indiano dividida entre a Índia e o Paquistão. Os "cinco rios" são o Jelum, Chenab, Rauí, Beás e Sutle, todos tributários do Indo. A etnia local, chamada panjabi, fala a língua panjabi e é majoritariamente hindu e sique (na Índia) e muçulmana (no Paquistão).
Historicamente, a região do Panjabe compreendia vastos territórios a leste do Indo e a oeste do rio Jamuna. Foi um centro da civilização do vale do Indo e, a partir de c. de 1 500 a.C., o sítio de assentamentos arianos primitivos. A região, habitada por indo-arianos, foi governada por diferentes impérios e grupos étnicos, como os antigos gregos, persas, árabes, turcos, mogóis, afegãos, balúchis, siques e os britânicos. Em 1947, a área foi partilhada entre os Estados sucessores da Índia Britânica: Índia e Paquistão.
Após a partilha, a maior parte da região coube ao Paquistão, na forma da província do Panjabe, com capital em Laore. O Panjabe indiano, por sua vez, foi subdividido nos estados de Panjabe (com capital em Chandigar), Harianá, Himachal Pradexe e Déli. O Panjabe paquistanês ocupa uma área de 205 344 km² e sua população é de 86 084 000 habitantes, enquanto que o território do estado indiano do Panjabe é de 50 362 km² e sua população, de 24 289 296 habitantes. A língua panjabi é falada por cerca de 90% da população do Panjabe paquistanês e por 92,2% da população do Panjabe indiano.

## Etimologia
Apesar da profusão de formas vernáculas, sua origem etimológica é uma só, o topônimo persa پنجاب Pañjáb, recebido do sânscrito pañca ápah "cinco rios" (de pañca "cinco", e ápah "rio"). O seu gentílico é "panjabi" ou "punjabi', incorporado à língua portuguesa em 1899.